# Бейбітшиліцький сільський округ
Бейбітшилі́цький сільський округ (каз. Бейбітшілік ауылдық округі, рос. Красновский сельский округ) — адміністративна одиниця у складі Байтерецького району Західноказахстанської області Казахстану. Адміністративний центр — село Бейбітшилік.
Населення — 1071 особа (2021; 1344 у 2009, 1758 у 1999, 2057 у 1989).
Станом на 1989 рік існувала Краснівська сільська рада (села Астаф'єво, Котельниково, Погодаєво, Чапуріно, Щучкино) колишнього Приурального району. 2011 року було ліквідовано село Щучкино. 2022 року Краснівський сільський округ був перейменований в сучасну назву.

## Склад
До складу округу входять такі населені пункти:
| Населений пункт   | Старі назви               | Населення, осіб (1989) | Населення, осіб (1999) | Населення, осіб (2009) | Населення, осіб (2021) |
| ----------------- | ------------------------- | ---------------------- | ---------------------- | ---------------------- | ---------------------- |
| Астаф'єво, село   | Остаф'єво                 | 241                    | 188                    | 60                     | 9                      |
| Бейбітшилік, село | Погодаєво                 | 912                    | 860                    | 967                    | 869                    |
| Сирим-батир, село | Котельниково, Тепловський | 345                    | 319                    | 232                    | 178                    |
| Чапуріно, село    | -                         | 294                    | 203                    | 63                     | 15                     |
| Щучкино, село     | Щучкин                    | 265                    | 188                    | 22                     | -                      |